# シャイニング・ウインド・クロス
シャイニング・ウインド・クロスは、携帯電話専用のシミュレーションRPG。

## 概要
株式会社セガが運営・提供する携帯サイト、★ぷよぷよ！セガアプリのコンテンツの一つ。作品中の時間は、ウインドと聖ルミナス学園光風祭騒動記の間だと想定される。

## あらすじ
エンディアスの平和を守る傭兵騎士団ヴァイスリッターの一員になったソウマは正体不明の怪物を追っていた。ルーンベル国王の依頼を受けた彼らは、ダークエルフと結託し黒龍教団と名乗る存在を知る。ヴァイスリッターは黒龍教団の野望を打ち砕くため立ち向かう。

## 登場人物

### ヴァイスリッター（パーティーキャラ）
ソウマ
「銀月の心剣士」。マオとの出会いからエンディアスに飛ばされ心剣士となる。軽薄そうな振舞いや外見とは裏腹に情に厚く一本気。
マオ
「陽炎の獣拳士」。ヴァイスリッターの団長である獣人と人間のハーフ。どんな時も明るく陽気な性格。百獣連合王国ベスティア国王の娘。
エルウィン
「森の神の愛娘」。明るく好奇心旺盛で、なんにでも首を突っ込みたがるエルフの少女。精霊の声を聞く事が出来る。
ブランネージュ
「氷刃の魔女」。ルーンベールの王女。理知的で落ち着いた性格。一見冷たそうだが、内心は仲間思いの優しい性格。
リュウナ
「神魔封じの巫女」。聖なる竜を守る神殿の巫女。控え目で世間ずれしたところもあるが、心の芯は強い。
ラザラス
「竜鎧の守護者」。リュウナを守護するガーディアンの竜人。正義感が強く、愛する者を守るためなら自分の命を投げ打つ事も厭わない。
エルミナ
「可憐な光焔使い」。ローデリア伯爵の令嬢で、ブランネージュの親友。炎魔法を使うが腕は未熟。
カムシン
「無眼の拳闘士」。黒龍騎士団を追う盲目のフォックスリング族(狐獣人)の格闘家。心剣士を嫌っている様子。
ケイロン
「史上最強の人馬騎士」。ルーンベール聖騎士団の団長のケンタウロス。かつて世界を救った四勇者の一人で、忠義に厚い武人。
ポルックス
ケンタウロス。聖騎士団の一人でカストルの双子の弟。
カストル
ケンタウロス。聖騎士団では珍しい弓騎士。
ロウエン
古代文明の謎を追うウルフリング族(狼獣人)の冒険家。
バクート
ベスティア王国最強の12人の戦士「獣王十二将」の1人であるカラス鳥人。王女であるマオの求めに応じて参戦する。作中でも数少ない飛行キャラの1人で風系の魔法を使用できる。
アーサー
ベスティア王国最強の12人の戦士「獣王十二将」の1人であるケンタウロス。王女であるマオの求めに応じて参戦する。雷魔法も使用できるパラディン。
メイプル
四勇者の1人クピードと共に行動していた妖精。エルウィンの代理でエルフ族の会議に参加後、一行に合流する。体が小さい為に当初は非力だが、作中でも数少ない飛行キャラの1人である他、成長すると広範囲回復魔法「オーラ」や炎と雷の攻撃魔法も最大レベルまで使えるようになる。

### ダークエルフサイド
ダレス
作中に登場する仮面を付けたダークエルフ3人組のリーダー格。本作の一件の黒幕の1人で闇の仮面と共に封印された悪魔王の復活を目論んでいる。
スナイフ
仮面を付けたダークエルフ3人組の1人。内心では他の2人を見下している。
ギラド
仮面を付けたダークエルフ3人組の1人。人間に対しては敵対心が強いが、花や鳥を愛し大切にする一面も持っている。
闇の仮面
シャイニング・ティアーズに登場した同作の黒幕である意志を持つ仮面。本作の一件の黒幕の1人でもある。現在はカムシンの親友ハクビの体を乗っ取っている。
悪魔王
本作のラスボス。ダレスと闇の仮面の暗躍によって復活する。シャイニング・フォースIIに登場する悪魔王ゼオンとは別キャラ。

### その他
ダグ
ヴァイスリッターのお抱え商人ドワーフ。ドワーフのネットワークを駆使して拠点（本陣）でアイテムを売ってくれたり、危険地域での案内役を務めたりする。
カイネル
ルーンベル国王で、ブランネージュの兄。正義感が強く武に秀でた戦士。

## 用語
心剣士
シャイニング・ウィンドを参照。
心剣
シャイニング・ウィンドを参照。
ヴァイスリッター
元々はシルディアで誕生した遊撃騎士団。現在の団長はマオ。シャイニング・ティアーズも参照。
ダークエルフ
闇に堕ちたエルフ族。
黒竜教団
黒き竜を崇拝する宗教団体。リュウナの所属する教団と対極の位置にある。

## システム
本陣
戦闘前の準備画面。ここでソウマと他キャラとの会話やアイテムの購入及び装備、出陣するキャラの設定、次マップでのソウマの心剣パートナーを選択する。
心剣
ソウマの武器となる剣。彼は通常の武器は装備できないが、本陣にて次マップで組むパートナーを選択することにより、固有の特殊技・能力を秘めた剣を装備する。また選択されたパートナーも固有の特殊技が使用できるようになる。使用可能となる技には単独で使用する「シングル技」と、ソウマとパートナーの2人で囲んだ範囲に効果を及ぼす「リンク技」の2種が存在する。
- パートナー

- マオ

心剣名「聖獣刀獅子王焔武」　固有能力：移動力のステータスが増加する
シングル技
ソウマ：獅子炎刃…直線上の敵を火炎攻撃
マオ：爆炎脚…敵一体を集中攻撃。
リンク技
聖獣天命波…周囲の見方のＨＰを回復。
獣王烈火陣…範囲内の敵に火炎攻撃。
- エルウィン

心剣名「風雷剣ブリッツブリンガー」　固有能力：素早さのステータスが増加する
シングル技
ソウマ：サンダーブレイド…敵一体を集中攻撃。
エルウィン：ウィンドショット…直線上の敵を貫通攻撃。
リンク技
ハイウィンド…範囲内の味方の素早さ、防御力アップ。
スローバインド…範囲内の敵の素早さ、防御力ダウン。
- ブランネージュ

心剣名「氷魔剣グラスディアマント」　固有能力：魔法攻撃の威力を半減する
シングル技
ソウマ：コールドストラスト…直線上の敵を貫通攻撃。
ブランネージュ：ポイズンミスト…範囲内の敵を毒に侵す。
リンク技
アイスブレス…範囲内の敵に氷攻撃(稀に眠りの追加効果)。
ポイズンスノウ…範囲内の敵を毒に侵す。
- リュウナ

心剣名「聖竜剣アマノムラクモ」　固有能力：特に無し
シングル技
ソウマ：聖光斬…敵一体を集中攻撃(稀に眠りの追加効果)。
リュウナ：霊光陣…広範囲の敵に攻撃(稀に魔法封じの追加効果)。
リンク技
聖龍命波…範囲内の味方のＨＰ回復。
キュアオーラ…周囲の味方の全状態異常、ＨＰ回復。
- ラザラス

心剣名「聖龍刀逆鱗金剛」　固有能力：防御力のステータスが増加する
シングル技
ソウマ：剛龍斬…敵一体を集中攻撃。
ラザラス：爆龍波…直線上の敵を貫通攻撃。
リンク技
龍神金剛力…周囲の味方の攻撃力、防御力アップ。
逆鱗乱舞…範囲内の敵を攻撃する。
絆
心剣パートナーとなるキャラにのみ表示される値。本陣でのパートナーキャラとの会話時の選択肢や戦闘マップでの行動内容によって増加する。この値が増加するとソウマの心剣の性能がアップする他、一定値の条件を満たすと本陣でパートナーキャラとの特殊会話を発生させたりすることができる。

## スタッフ
キャラクターデザイン - Tony